# Serieåret 1998

## Händelser

### Okänt datum
- Den svenska serietidningen Pyton läggs ner.[1]
- Den svenska serietidningen Herman Hedning startas.[2]
- Temaparken Bamses Värld, baserad på Rune Andréassons Bamse, invigs i Kolmårdens djurpark.

## Pristagare
- Adamsonstatyetten: Don Rosa, Mats Källblad
- Galagos Fula Hund: Sara Olausson
- Guld-Adamson: Will Eisner
- Unghunden: Don Rosa
- Urhunden för svenskt album: "Hjärteblod" av Anders Westerberg
- Urhunden för översatt album: "Karu Cell" av Kati Kovács (Finland)

## Utgivning

### Album
- Bert - Tokfrans på juldans[3]
- Eva & Adam - Adam ska flytta[4]
- Marcel Dalton (Lucky Luke)[5]
- Bêtisier, Vol. 4 (Ratata)[6]

### Fotnoter
1. ↑  Swecomics
2. ↑  ”Swecomics”. Arkiverad från originalet den 7 augusti 2007. https://web.archive.org/web/20070807085938/http://hem.passagen.se/pasjogr/serier7.htm. Läst 10 mars 2011.
3. ↑  ”Seriesamlarna”. Arkiverad från originalet den 20 maj 2011. https://web.archive.org/web/20110520024942/http://www.seriesam.com/cgi-bin/guide?s=BERTS+DAGBOK+(1992). Läst 11 mars 2011.
4. ↑  Seriesamlarna
5. ↑  ”Lucky Luke på svenska”. Arkiverad från originalet den 11 november 2014. https://web.archive.org/web/20141111004811/http://www.visit.se/~dampgrodan/album_kronolog.html. Läst 12 mars 2011.
6. ↑  ”Lucky Luke på svenska”. Arkiverad från originalet den 25 maj 2012. https://archive.is/20120525100929/http://www.visit.se/~dampgrodan/album_Ratas.html. Läst 12 mars 2011.